# Bajan-Agt járás
Bajan-Agt járás (mongol nyelven: Баян-Агт сум) Mongólia Bulgan tartományának egyik járása. Területe 3000 km². Népessége kb. 3200 fő.
Székhelye Sarga (Шарга), mely 150 km-re nyugatra fekszik Bulgan tartományi székhelytől.